# Перехід Костерліца-Таулесса
Перехід Костерліца-Таулесса або Березинського-Костерліца-Таулесса — фазовий перехід, теоретично передбачений у двовимірній XY-системі. 
Це передбачення було одним із результатів, що призвели до нагородження Девіда Таулесса та Джона Майкла Костерліца Нобелівською премією з фізики за 2016 рік. Вадим Львович Березинський, якому теж належить значний внесок у теорію, помер 1980 року. 
Фазовий перехід проявляється у зміні характеру кореляційної функції між дефектами можливими в XY-системі, які називають вихорами,  — від степеневої функції до експоненційної. При низькій температурі вихор та антивихор прагнуть триматися якомога ближче один до одного, утворюючи дипольні пари. При високій температурі вихори звільняються, формуючи невпорядкований газ.
Перехід Березинського-Костерліца-Таулесса проявляється у двовимірних твердотільних системах, які можна описати XY-моделлю: ґратці контактів Джозефсона та розупорядкованих надпровідних гранульованих плівках. Існування двох фаз підтвердили роботи McBryan та Spencer, (1977) та Fröhlich та Spencer, (1981).

## XY-модель
У XY-моделі розглядається регулярна двовимірна ґратка двовимірних спінів із гамільтоніаном у найпростішому випадку
{\displaystyle {\hat {H}}=-J\sum _{ij}\mathbf {S} _{i}\cdot \mathbf {S} _{j}=-J\sum _{ij}\cos(\theta _{i}-\theta _{j}).}
Тут враховується тільки взаємодія між найближчими сусідами, {\displaystyle \mathbf {S} _{i}} - спін i-го вузла ґратки, J - обмінний інтеграл, {\displaystyle \theta _{i}} - кут між напрямком спіну та віссю координат.
Якщо вибрати замкнений контур L, то
{\displaystyle \sum _{L}\theta _{i}-\theta _{j}=2\pi n,}
де n - ціле число, оскільки спін на початку й у кінці контуру той самий. Конфігурація, коли число n відмінне від нуля, називається вихром, або антивихром, коли n - від'ємне.  Вихри топологічно стійкі, тобто не залежать від контуру (якщо контур охоплює тільки один вихор). Серцевина контуру є наче проколом в полі напрямків спінів. 
Підрахунок енергії взаємодії між вихорами показує, що вона спадає з відстанню пропорційно її логарифму. Однознакові вихори відштовхуються, різнознакові — притягуються. Таким чином, система вихорів аналогічна плазмі з двовимірною кулонівською взаємодією.

## Термодинаміка
Костерліц та Таулесс провели майже строгий аналіз XY-моделі в неперервному наближенні, тобто коли відстань між дефектами набагато більша від періоду ґратки {\displaystyle a}, і різницю кутів можна замінити похідною. Вже раніше було доведено, що в системі не може існувати далекий порядок. У ній також неможливий фазовий перехід другого роду. 
Аналіз показав, що при низьких температурах вихорів у системі немає, але з підвищенням температури вони з'являються. Кількість вихорів та антивихорів повинна компенсуватися, інакше енергія системи була б нескінченно великою. До певної температури фазового переходу вихори та антивихори утворюють пари, й кореляційна функція, що задає ймовірність знайти вихор на відстані {\displaystyle r} від іншого, залежить від {\displaystyle r} за степеневим законом. Коли температура перевищує температуру фазового переходу, вихори стають самостійними і кореляція спадає з відстанню за експоненційним законом.